# Luis Elizondo
Luis Elizondo (Miami, ...) è un ex agente segreto statunitense della United States Army Counterintelligence e dell'Under Secretary of Defense for Intelligence.
Dopo le sue dimissioni nel 2017, è entrato a far parte della società To The Stars come Direttore della sicurezza globale e dei programmi speciali. Elizondo ha lasciato l'azienda alla fine del 2020. La società ha prodotto la docuserie di History Channel Unidentified: Inside America's UFO Investigation, in cui è protagonista.
Elizondo è noto principalmente per il suo ruolo di ex-direttore dell'ormai cessato Advanced Aerospace Threat Identification Program, un programma da 22 milioni di dollari avviato dalla Defense Intelligence Agency per studiare fenomeni aerei non identificati. Elizondo è apparso in vari media come esperto di UFO, ma alcuni critici rilevano alcuni dubbi sulla sua effettiva credibilità.

## Biografia
Elizondo è il figlio di un esiliato cubano volontario della Brigata 2506, un gruppo formato dalla CIA nel 1960 per rovesciare il governo cubano di Fidel Castro, che culminò nell'invasione della Baia dei Porci.
Il sito web di Elizondo sostiene che Luis abbia frequentato l'Università di Miami, con doppia specializzazione in microbiologia e immunologia e una specializzazione minore in chimica.
Elizondo ha prestato servizio nell'esercito degli Stati Uniti per 20 anni, gestendo operazioni di intelligence militare in Afghanistan, Sud America e la Baia di Guantánamo.

## Carriera

### Ufficio del Sottosegretario alla Difesa per l'Intelligence
Dal 2008 fino alle sue dimissioni nel 2017, Elizondo ha lavorato con l'Ufficio del Sottosegretario alla Difesa per l'Intelligence del Pentagono. Durante questo periodo, è stato il direttore dell'Advanced Aerospace Threat Identification Program, un programma di accesso speciale finanziato su iniziativa dell'allora leader della maggioranza al Senato, Harry Reid (Nevada) per indagare sulle minacce aeree, compresi i fenomeni aerei non identificati.  Secondo il Dipartimento della Difesa, il programma AATIP si è concluso nel 2012 dopo cinque anni. Elizondo ha affermato di aver lavorato con funzionari della Marina degli Stati Uniti e della CIA fuori dal suo ufficio del Pentagono in questo programma fino all'ottobre del 2017, quando si è dimesso per protestare contro ciò che ha definito "eccessiva segretezza e opposizione interna". Elizondo afferma che "sottovalutare o ignorare queste potenziali minacce non è nel migliore interesse del Dipartimento, indipendentemente dal dibattito politico". Il New Yorker riferisce che Elizondo è stato assunto per gestire il programma, precedentemente assegnato all'uomo d'affari e appassionato di paranormale Robert Bigelow.
Il suo ruolo nell'AATIP è stato messo in discussione da The Intercept e contestato dai funzionari del Pentagono, con il portavoce Christopher Sherwood che ha detto "Mr. Elizondo non ha avuto responsabilità per quanto riguarda il programma AATIP mentre lavorava in OUSDI [l'Ufficio del Sottosegretario alla Difesa per l'Intelligence], fino al momento in cui si è dimesso con effetto dal 10/4/2017”. In risposta, Elizondo ha presentato una denuncia all'ispettore generale dell'agenzia sostenendo "una campagna coordinata per screditarlo per aver parlato" tra cui "dichiarazioni alla stampa del Pentagono che affermano di non avere alcun ruolo ufficiale nella ricerca sugli UFO, anche dopo che il suo ruolo è stato confermato ufficialmente". Elizondo afferma inoltre di essere l'obiettivo di "una vendetta personale da parte di un rivale del Pentagono".

### To The Stars
Dopo essersi dimesso dalla sua carriera militare in AATIP, Elizondo nell'ottobre 2017 è entrato a far parte della società To the Stars. Elizondo ha anche distribuito alla stampa tre video realizzati dai piloti delle portaerei della Marina degli Stati Uniti USS Nimitz e USS Theodore Roosevelt, conosciuti come i video UFO del Pentagono. La pubblicazione è stata accompagnata dalla prima stampa ufficiale sull'esistenza dell'AATIP. Nell'aprile 2019, la Marina ha riconosciuto di aver redatto nuove linee guida per i piloti e altro personale per segnalare gli incontri con "aeromobili non identificati" ed Elizondo ha dichiarato al Washington Post che è stata "la più grande decisione che la Marina abbia preso da decenni". La natura riservata dei video e la validità dell'autorizzazione alla distribuzione di Elizondo sono state messe in dubbio. Nell'aprile 2020, il Dipartimento della Difesa degli Stati Uniti ha pubblicato i video che hanno spinto Elizondo a commentare: "Siamo alimentati dalle azioni significative del Pentagono e speriamo che ciò incoraggi una nuova ondata di informazioni credibili a farsi avanti". Secondo Gideon Lewis-Kraus, Elizondo inizialmente spiegò al Pentagono in una nota che i video avrebbero "aiutato a educare i piloti e a migliorare la sicurezza aerea", ma in interviste successive dichiarò che il suo obiettivo era far luce sul programma che ha gestito per sette anni per "raccogliere e analizzare gli avvistamenti UFO segnalati". Dopo essersi unito ai To the Stars, Elizondo ha annunciato sul palco durante un evento che stavano "progettando di fornire filmati mai pubblicati prima da veri sistemi del governo degli Stati Uniti, non foto amatoriali sfocate ma dati reali e video reali"".
Una docuserie di History Channel intitolata Unidentified: Inside America's UFO Investigation prodotta da To the Stars presenta Elizondo e altri che rivendicano l'affiliazione con l'AATIP.
Elizondo, insieme a Christopher Mellon e Steve Justice, ha lasciato la compagnia guidata da Tom DeLonge alla fine del 2020, dicendo "Tom è davvero concentrato sul lato dell'intrattenimento, quindi non c'è molto da fare per me, Chris e Steve [. . . ] I nostri talenti risiedono nel coinvolgere i governi, il Congresso e le organizzazioni internazionali e siamo pronti a passare alla seconda marcia. L'intrattenimento è un metodo per farlo, ma non è esaustivo".

## Critiche
Il giornalista di The New Republic Jason Colavito si è chiesto perché Elizondo non abbia portato le sue preoccupazioni ai giornalisti della sicurezza nazionale o al Congresso, se realmente fosse stato così preoccupato riguardo agli UFO. Invece, "si è unito a Puthoff e al Team Space Ghost nella loro nuova compagnia di intrattenimento".
Secondo lo scrittore di The Intercept, Keith Kloor, "Elizondo e Mellon fanno affidamento su una stampa in gran parte passiva e credulona per generare titoli sensazionalisti sugli UFO". Kloor osserva che Elizondo ha ricevuto una notevole attenzione da parte dei media da una storia del New York Times del 2017 chiamata "Glowing Auras and 'Black Money': The Pentagon's Mysterious UFO Program", e ha ottenuto visibilità recitando nella serie TV di History Channel. La rivista Air Space ha scritto che la serie TV "ha interpretato Elizondo come un corpulento, intrepido crociato con lo zaino in spalla che cerca di esporre la verità di fronte a una burocrazia governativa ostruzionista e a una cultura del ridicolo. In tal modo, History Channel ha seguito una lunga tradizione all'interno dell'ufologia di ritrarre l'investigatore UFO come una figura eroica determinata a strappare il velo di segretezza che circonda i visitatori extraterrestri".
La corrispondente del Pentagono del New York Times Helene Cooper ha intervistato Elizondo nel 2017. Cooper ha caratterizzato il comportamento di Elizondo come tipico degli agenti di intelligence, che sono "ragazzi davvero inquietanti, sono molto riservati, tendono ad essere più paranoici". Secondo Cooper, "Si guardava intorno per assicurarsi che nessuno ci vedesse, si è seduto con le spalle al muro. Disse, perché voleva vedere se sarebbe entrato qualcuno". Cooper ha spiegato al conduttore del podcast "The Daily" Michael Barbaro che nel momento in cui ha parlato con Elizondo, lo ha trovato molto credibile, ma quando è salita in metropolitana dopo l'incontro ha iniziato a ripensarci, dicendo "più lontano mi allontanavo dall'intervista, più mi sembrava poco credibile".
Nell'articolo del New Yorker del 2021, il giornalista Gideon Lewis-Kraus scrisse che dopo aver parlato con Elizondo, sembrava difficile chiarire cosa avesse realizzato Luis con l'AATIP e, sotto pressione dalle domande, Elizondo avrebbe "invocato il vincolo di riservatezza come uno slogan". Quando nel 2019 Elizondo fu intervistato da Tucker Carlson, Elizondo dichiarò che il governo aveva frammenti di materiali di un UFO, "poi invocò rapidamente il suo vincolo di riservatezza".